# Méagui
Méagui est une localité Bakwé située au sud-ouest de la Côte d'Ivoire et appartenant à la région de la Nawa, dans le District du Bas-Sassandra. Sélon le récensement général de 2021, sa population est estimée a 153 483 habitants.
La localité de Méagui est un chef-lieu de commune.

## Santé
La ville de Méagui dispose, depuis 6 avril 2022, d'un hôpital général d'une capacité de 110 lits. L'hôpital compte des services d'urgence, de consultation externe, d'imagerie médicale, de laboratoire, de gynéco-obstétrique, de bloc opératoire, de réanimation, de stérilisation et d’hospitalisation.

## Sécurité
La ville de Méagui dispose d'un commissariat de police inauguré le 29 août 2022.